# مايك جوهانس
مايكل أوين جوهانز (بالإنجليزية: Mike Johanns)‏ (ولد في 18 يونيو 1950) هو عضو سابق في مجلس الشيوخ الأمريكي عن ولاية نبراسكا، خدم من 2009 إلى 2015. شغل منصب حاكم نبراسكا من عام 1999 حتى عام 2005، وكان رئيسا لرابطة حكام ولايات الغرب الأوسط في عام 2002. وفي عام 2005، تم تعيينه من قبل الرئيس جورج دبليو بوش ليكون وزير الزراعة، حيث خدم من 2005 من 2007، ليصبح رابع مواطني ولاية نبراسكا يشغل هذا المنصب.
ولد جوهانز في أوسيدج، أيوا، هو خريج جامعة سانت ماري من ولاية مينيسوتا وكلية الحقوق في جامعة كريتون. بدأ حياته المهنية كمحام في عمله الخاص قبل أن يصبح كاتبا في محكمة نبراسكا العليا. انتخب جوهانز لمجلس مقاطعة لانكستر كديموقراطي في عام 1983، وعمل في المنصب حتى عام 1987، وانتخب لمجلس مدينة لينكون في عام 1988. وفي عام 1991، انتخب عمدة مدينة لينكون السابع والأربعين، وأعيد انتخابه في عام 1995.
وفي انتخابات حاكم نبراسكا في عام 1998، هزم جوهانز المساعد السياسي الديمقراطي بيل هوبنر وأعيد انتخابه في عام 2002 بعد أن هزم المدير التنفيذي لشركة التأمين ستورمي دين. ترشح جوهانز في عام 2008 عن الحزب الجمهوري ليحل محل عضو مجلس الشيوخ المتقاعد تشاك هيغل. فاز جوهانز في الانتخابات الجمهورية الابتدائية، وهزيمة رجل الأعمال بات فلين؛ وفاز بعد ذلك في الانتخابات العامة، وهزم منافسه الديمقراطي سكوت كليب. وأدى اليمين في 3 يناير 2009؛ وأدى اليمين الدستورية مع جيم ريش من ايداهو ليكونا السيناتورين الجديدين في المجلس في اجتماع كونغرس الولايات المتحدة رقم 111. في 18 فبراير 2013، أعلن جوهانز أنه لن يترشح لإعادة انتخابه لولاية ثانية في عام 2014.

## روابط خارجية
- مايك جوهانس على موقع مونزينجر (الألمانية)
- مايك جوهانس على موقع إن إن دي بي (الإنجليزية)